# Le Soleil (tarot)
Pour les articles homonymes, voir Le Soleil.
 (mai 2021).
Si vous disposez d'ouvrages ou d'articles de référence ou si vous connaissez des sites web de qualité traitant du thème abordé ici, merci de compléter l'article en donnant les références utiles à sa vérifiabilité et en les liant à la section « Notes et références ».

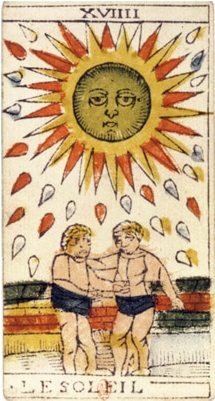
Le numéro 19, le Soleil, du jeu de Jean Dodal (début XVIIIe siècle)

Le Soleil est la dix-neuvième carte du tarot de Marseille.

## Étude iconographique
Sur la carte enluminée des trionfi de Visconti-Sforza, le Soleil  apparaît comme un enfant ailé qui tient le luminaire resplendissant dans sa main.
C’est là la représentation du Génie du Soleil en conformité avec celle de la carte dépeignant Ithaque dans les « séries E » des pseudo-Tarots dits de Mantegna .
L’enfant solaire, virtuellement nu, porte autour de son cou, un collier de corail - référence à la chaleur sèche du Soleil selon la théorie des humeurs.
On retrouve de tels colliers, dans l’art du Moyen Âge et de la Renaissance, autour des cous ou des poignets des enfants comme talismans protégeant de la peste.
À propos de sa nudité, Cartari, dans Imagini de gli Dei de gli Antichi (Images des dieux des Anciens), citant depuis Macrobius, écrit, qu’en Syrie, Phoebus [le Soleil] et Jupiter étaient perçus et étaient représentés sous la forme d’un être unique dévoilant son sexe - expression de l’Anima Mundi de Platon. [p. 34 - Édition de 1609].
L’on retiendra que c’est le Soleil, de par ses qualités et vertus, qui donne vie à toutes choses.
Dans les pseudo-Tarots dits de Mantegna, l’image nous mène à l’épisode mythologique de la chute de Phaeton ; il obtint de son père Hélios la permission de conduire le char du Soleil une journée durant, mais, ne sachant pas en diriger les chevaux fougueux, il quitta sa trajectoire mettant le feu au ciel et à la terre. Pour le punir, Zeus foudroya le conducteur trop imprudent puis le jeta dans l’Eridanus, la rivière qui apparaît sur le bas de la carte. 

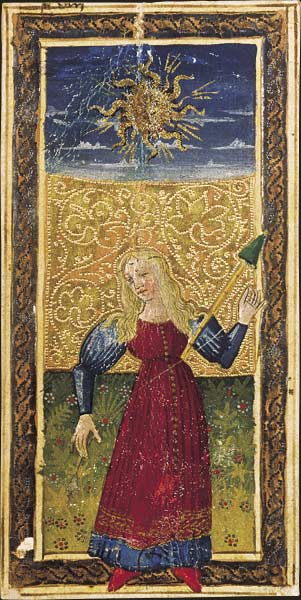
Le Soleil, tarot dit de Charles VI (XVe siècle)

Sur la carte des Tarots dits de Charles VI, analogue à celle d’un ancien Tarot italien, le Soleil brille haut, illuminant une fille en train de tisser.
C’est là une référence aux Parques qui étaient chargées du déroulement de la vie humaine - un mythe intrinsèquement lié à celui du Soleil, en ce que leurs tâches étaient identiques : dispenser la vie et la donner à chaque être vivant jusqu’à sa mort.
La carte du Tarot d’Ercole Ier d’Este 
représente Diogène assis sur son tonneau tandis qu’il parle avec un jeune homme, probablement Alexandre le Grand.
Cette image se rapporte à l’enseignement biblique du Livre de l’Ecclésiaste (1:12,17) affirmant que tout ce qui a lieu sous le Soleil est vanité, même les pensées du Sage (2 : 12,7) :

« Moi, Qohèlet, j’ai été roi d’Israël à Ieroushalaîm. J’ai donné mon cœur à consulter et prospecter la sagesse, sur tout ce qui s’est fait sous les ciels. C’est un intérêt malin qu’Elohim donne aux fils de l’humain pour s’en violenter. J’ai vu tous les faits qui se sont faits sous le soleil : et voici, tout est fumée, pâture de souffle. Ce qui est tordu ne peut se réparer ; ce qui manque ne peut être compté. Moi, j’ai parlé avec mon cœur pour dire : me voici, j’ai fait grand, j’ajoute la sagesse à tout ce qui était avant moi sur Ieroushalaîm. Mon cœur voit la sagesse, la pénétration multiple. J’ai donné mon cœur à pénétrer la sagesse, la pénétration, l’insanité, la folie. Je sais que cela aussi est paissance de souffle.
Et voici, le tout est fumée, paissance de souffle. Pas d’avantage sous le soleil !… Moi, j’ai fait face pour voir la sagesse, l’insanité, la folie. Oui, quel humain viendra contre le roi, avec ce qu’ils ont déjà fait ! Le sage a ses yeux dans sa tête, le fou va dans la ténèbre. Moi aussi, je sais qu’une même aventure advient à tous. Moi, j’ai dit dans mon cœur : L’aventure du fou m’adviendra à moi aussi. Alors, moi, pourquoi m’assagir davantage ? Et j’ai parlé en mon cœur : Cela aussi, fumée ! Car il n’est pas de souvenir pour le sage avec le fou, en pérennité, parce que déjà aux jours qui viennent, tout est oublié. Eh quoi ! Le sage meurt avec le fou ! Je hais la vie : oui, un mal pour moi, le fait qui s’est fait sous le soleil. Oui, le tout est fumée, paissance de souffle. »

— Ecclésiaste, Qohèlet. Trad. A. Chouraqui, pp. 1351-1352
L’enseignement est similaire sur la carte du Soleil du Tarot anonyme dit de Paris du XVIIe siècle  sur laquelle une femme se mire dans un miroir que tient une main de singe. Ici, la nature humaine (la femme) est associée à la nature animale (le singe), car manque la prise de conscience que la quête de beauté est une chose vaine car « Tout va vers un lieu unique ; tout est poussière et retourne à la poussière » 
Ecclésiaste, Qohèlet : L’humain et la bête, 3 :20. Trad. A. Chouraqui, p. 1354.
La carte du Soleil du Tarot de Viéville  montre un homme à cheval tenant une bannière.
Le cheval est un animal solaire : le char du Soleil est tiré par des chevaux qui lui sont consacrés.
Pour la Chrétienté, le cheval blanc devient un symbole de majesté que chevauche le Christ - nommé le « Fidèle » et le « Véridique ».
C’est en ce sens que le Christ apparaît juché sur un cheval blanc sur une fresque de la Cathédrale d’Auxerre tenant un bâton dans sa main tel un sceptre royal, symbole de sa puissance sur toutes les nations.
(Quant aux couleurs rouge et noir de la bannière, elles n’ont pas de valeur symbolique car elles se retrouvent sur toutes les cartes du jeu.}
Je vois dans la Feuille Cary du XVIe siècle  une variante iconographique.
Le folio est endommagé précisément sur cette carte, mais ce qui en reste est suffisant pour suggérer ce qui se stabilisera ultérieurement dans le dessin des Tarots dits de Marseille  : 
la présence de deux jeunes sous le disque solaire. Nous pouvons supposer qu’il s’agirait du Signe des Gémeaux, communément décrit dans de nombreux cycles astrologiques. 
Une représentation médiévale identique se trouve au musée Calvet d’Avignon. C’est un bas-relief de la région nîmoise qui remonte au XIIIe siècle.
Les deux jumeaux apparaissent sous le disque du Soleil avec ces mots : « Sol in Gemini » 
De façon similaire, ces mêmes mots figurent dans plusieurs miniatures, bas reliefs ou fresques du Cycle des Mois, par exemple dans le célèbre Cycle des Mois de Torre Aquila dans le château de Buonconsiglio à Trent : sur chacune des douze fresques, en haut et au milieu, l’on peut voir le disque solaire avec ses rayons, ainsi que les mots « SOL IN » tandis que sur la droite est écrit le nom du signe du Zodiaque, à l’ablatif.
Toutefois, plutôt qu’une simple imagerie astrologique, je crois que la présence des deux jeunes sous le Soleil renverrait en fait à l’idée du « Soleil éternellement jeune » - trait caractéristique de la pensée antique. En réalité, les Anciens décrivaient Apollon et Bacchus ensemble comme jeunes - emblèmes du Soleil et de sa jeunesse. Bacchus, de fait, était perçu comme « le même que le Soleil ».
« Le Soleil était dépeint comme ayant le visage d’un jeune imberbe ; et comme Alciato voulait mettre la jeunesse au nombre de ses emblèmes, il peignit Apollon et Bacchus, car ce sont ceux-là, plus que tous autres, à qui il revenait de demeurer toujours jeunes ; ainsi Tibellius affirmait-il que Bacchus et Phoebus étaient éternellement jeunes, et que la tête des deux était pourvue d’une chevelure belle et resplendissante » 
(Vincenzo Cartari : "Imagini de gli Dei de gli Antichi", p. 38, Éd. 1609 ; la première édition de cet essai date de 1556).
L’illustration de l’emblème C. « In Iuventam » de l’essai d’Alciati [page 418, édition 1621)  dépeint les deux jeunes sous les termes :
" Tous les deux les fils de Jupiter, jeunes et imberbes, l’un porté en son ventre par Latona, l’autre - aussi - par Semele… Salutations à vous deux, et puissiez-vous bénéficier ensemble de la jeunesse éternelle, et puisse cela m’advenir, par votre volonté, aussi longtemps que possible ».
Dans l’essai « Antiquae Tabulae Marmoreae Solis Effige » de Hieronimo Aleandro (pages 17-18, édition. 1616), le concept de la jeunesse du Soleil apparaît à plusieurs reprises :
« O Soleil, toujours jeune tant à ton coucher qu’à ton lever - comme l’écrit Fulgentius dans son Premier Livre de Mythologie - tu demeures éternellement jeune ne perdant jamais ton efficience… D’un autre côté, les Mythologues assurent de façon certaine qu’Apollon ne fait qu’un seul avec le Soleil, et c’est pourquoi ils avaient coutume de le représenter comme un jeune être. En fait, le Soleil - comme l’affirma Isidore dans son Livre VII des Origines - se lève chaque jour naissant avec une lumière nouvelle »
À ce propos, Cartari note que :
« La jeunesse du Soleil permet de comprendre que c’est là sa vertu, celle-là même de la Chaleur qui dispense la vie aux êtres vivants ; une telle vertu est toujours la même : ni elle ne vieillit ni elle ne faiblit ».
Dans la description du dieu Mithra se retrouve la caractérisation de l’énergie du Soleil comme toujours jeune et identique à elle-même. Strabon le géographe affirma que les Perses avaient coutume de vénérer Hélios sous le nom de Mithra tandis qu’en langue perse tardive, le mot « Mithr » signifie littéralement le Soleil.
Dans l’Hymne Avestique à Mythra, des chevaux blancs tirent le char du dieu dont la roue en or symbolise le Char de l’astre diurne. Un relief sur un roc, datant du temps du souverain Sassanid, Ardashir II, du IVe siècle av. J.-C., décrit Mithra dans un halo de rayons.
Dans ses « Notes relatives aux Images de Cartari », Lorenzo Pignoria raconte comment, en 1606, il vit à Rome, sur la Colline du Capitole, un morceau de marbre représentant Mithra avec les mots :
« Deo Sol invict... Mitrhe” et comment, parmi d’autres choses, « il y avait deux figures en pierre, une de chaque côté, mais en ruine » (p. 293-, Éd. 1647).
Les deux figures étaient Cautes et Cautopates, les deux juvéniles porte-flambeaux qui se trouvent sur les représentations intégrales du dieu Mithra.
Parmi ces dernières, l’une est parfaitement connue et se trouve dans la caverne de Mithra sous la basilique Saint-Clément à Rome.
Le Pseudo-Denys l’Aéopagite, effectivement, parle de Mithra comme 
« Triplasios » (Epist. 7,2), c’est-à-dire comme possédant une triple forme : affirmation de l’identité substantielle du dieu et des deux porte-flambeaux en tant que représentation du Soleil levant, du Soleil de midi et du Soleil couchant. 
Cautes, le jeune à gauche du dieu, est montré avec une torche levée, représentant la naissance du Soleil. Mithra, le Soleil de midi, sacrifie un taureau (illustration de la victoire de l’Esprit sur l’essence terrestre). Le jeune à droite du dieu, porte une torche abaissée, signifiant le coucher du luminaire Mithra Triplasios, Bologne, musée de la Ville.
Parfois, à côté de Cautes, il y a un coq.
Cartari, citant Pausanias, explique qu’en Grèce « ils honoraient le coq comme l’oiseau d’Apollon, car il annoncerait le retour du Soleil à l’aube » (page 43). Caupades quelquefois se tient près d’un hibou, un oiseau qui ne sort qu’après le coucher du Soleil. Cautes et Caupades, respectivement, finirent par représenter Lucifer, l’étoile du matin, et Hesperus, l’étoile du soir.
Dans l’iconographie chrétienne, le culte de Mithra fut, à maintes reprises, synonyme de sacrifice animal : « Mithras Tauroctonus », le sacrificateur du taureau. Ainsi Mithra est-il dépeint sur un chapiteau du Cloître du Dôme de Monreale datant de 1172-1189.
Cet aspect symbolique du Soleil, énergie toujours identique à elle-même et perpétuellement jeune, que figurent les dieux solaires perçus comme juvéniles, était bien connu de la Renaissance, comme l’ont illustré les traités cités dans cet essai, tous publiés mi-XVIe siècle.
Il est donc plausible de croire que ce soit ce concept qui s’exprima iconographiquement sur la carte du Soleil du Tarot.
L’on devra garder en mémoire que, tout au long de la Renaissance, les images des dieux antiques éveillèrent, chez ceux qui les contemplaient, le souvenir des mythes classiques auxquels étaient attribués une grande valeur éthique et morale ; l’on n’oubliera pas non plus que ces traités servaient de référence matérielle de façon à illustrer les allégories et les symbolismes de caractère chrétien.
Comme on peut le voir sur la carte du Soleil du Tarot de Marseille , des gouttes solaires pleuvent sur une paire de jumeaux, à qui les Tarots ésotériques conféreront respectivement une nature mâle et femelle - natures opposées et duelles de l’union desquelles dépendra la réalisation du Grand Œuvre [alchimique].
Nous nous devons de souligner la fonction de révélation voire d’illumination divine que ces gouttes solaires, déjà présentes sur la Feuille Cary, ont toujours possédée et qui est amplement documentée dans l’iconographie hagiographique [chrétienne].
Un exemple significatif en est la gravure sur bois du Liber Chronicarum de 1493 illustrant l’illumination et la conversion au christianisme de saint Paul l’Apôtre sur la route de Damas ; le futur saint, à cheval, est frappé depuis le Ciel par des gouttes célestes dont la divine fonction est de révéler aux cœurs et aux esprits la Foi dans le Christ : 

## Description et symbolisme
C'est l'astre majeur, qui répand les bienfaits de sa lumière sur l'ensemble de l'Humanité (représentée ici par un couple enfants mâle et femelle)